# ديتشي سوزوكي
ديتشي سوزوكي (باليابانية: 鈴木大地؛ بالكانا: すずき だいち) هو لاعب كرة قاعدة ياباني، ولد في 18 أغسطس 1989 في أوياما في اليابان.

## وصلات خارجية
- ديتشي سوزوكي على موقع الدوري الياباني لكرة القاعدة (الإنجليزية)
- ديتشي سوزوكي على موقعبيزبول رفرنس.كوم (الدوري الثانوي) (الإنجليزية)